# Paseo de los Héroes Navales
El Paseo de los Héroes Navales es una plaza ubicada en el distrito de Lima, en el centro de la capital del Perú, y que ocupa la primera cuadra del Paseo de la República. Le fue otorgado su nombre actual el 8 de octubre de 1979 en conmemoración del centenario del combate de Angamos.

## Historia
Forma uno de los espacios públicos más grandes y transitados de la ciudad a la par de estar rodeado de edificaciones importantes como el Palacio de Justicia, sede de la Corte Suprema de Justicia de la República del Perú, en su lado oriental, el edificio Rímac en su lado norte, el Centro Cívico, el Hotel Sheraton y el Museo de Arte Italiano en su lado occidental. Finalmente, en su lado sur se encuentra el monumento al almirante Miguel Grau en la plaza homónima, detrás del cual se inicia el recorrido de la vía expresa de Paseo de la República.
La plaza fue construida en los años 20 durante el gobierno del presidente Augusto Leguía y desde entonces ha sido escenario de algunas de las mayores manifestaciones sociales del país. A partir de la década de 1990, los mítines políticos previos a las elecciones se dan en el Paseo. La plaza junto con los primeros metros de la vía expresa del Paseo de la República también han sido utilizados para la organización de eventos automovilísticos.
En junio de 2007 se iniciaron trabajos para la construcción de la Estación Central Subterránea que articula a las líneas autorizadas que brindan el servicio de transporte público en las vías expresas del Paseo de la República y la avenida Grau dentro del sistema de transporte Metropolitano que une los distritos de Comas y Chorrillos. El proyecto que atiende a ciento diez mil pasajeros diariamente contempló además, la construcción de un centro comercial y salidas de conexión con las avenidas España y Lampa además de la reconstrucción, en la superficie, del Paseo de los Héroes Navales. En 2008 se inicio la construcciones de túnel para interconectar la estación subterránea con la vía expresa Grau.

## Lugares cercanos
En el externo del Paseo de los Héroes Navales está ubicada la Estación Central del Metropolitano. En sus alrededores destaca el Palacio de Justicia, el edificio del Centro Cívico, el Edificio Rímac, el Museo de Arte Italiano, el Hotel Sheraton y la plaza Grau.

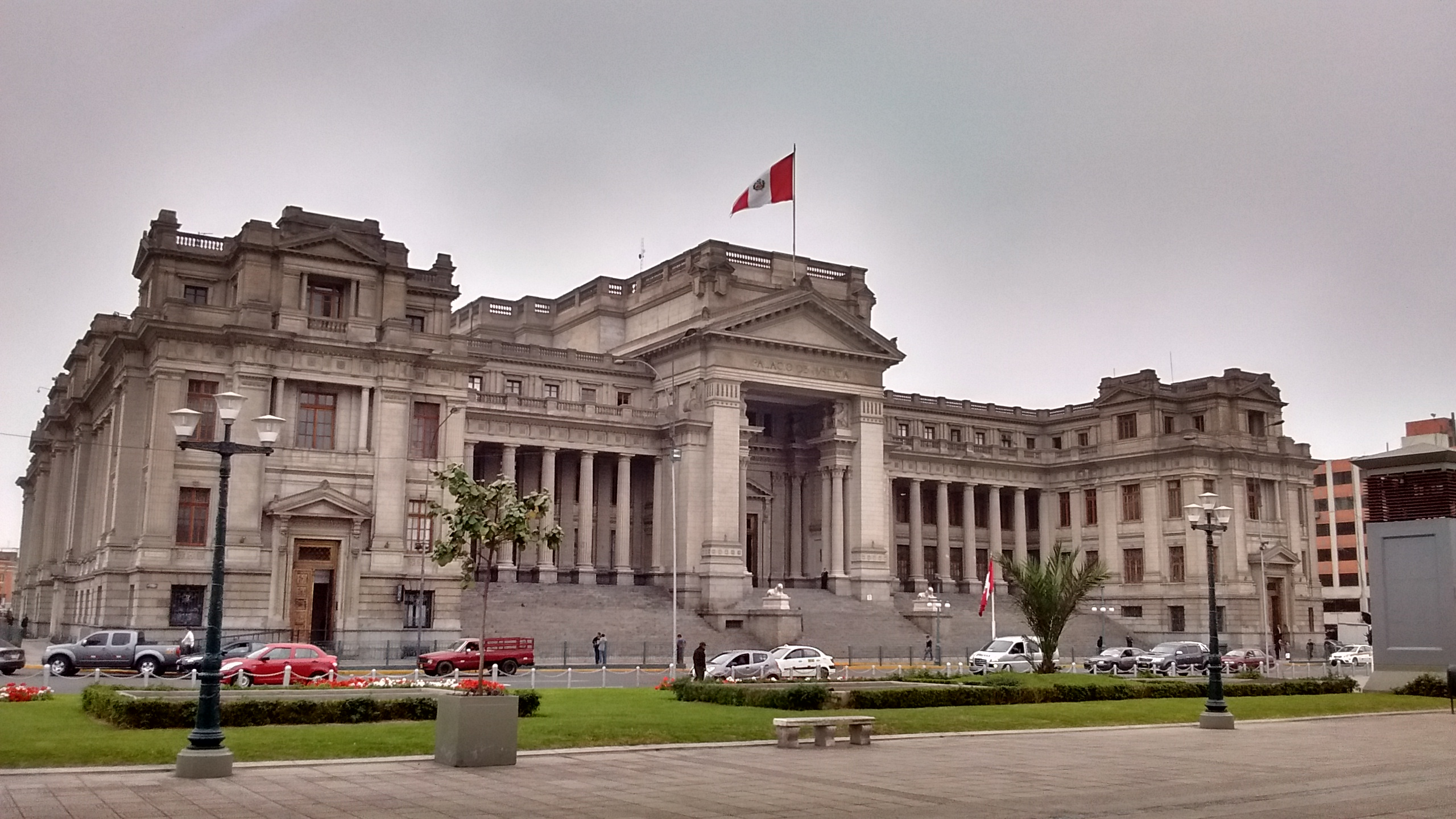
Palacio de Justicia de Lima
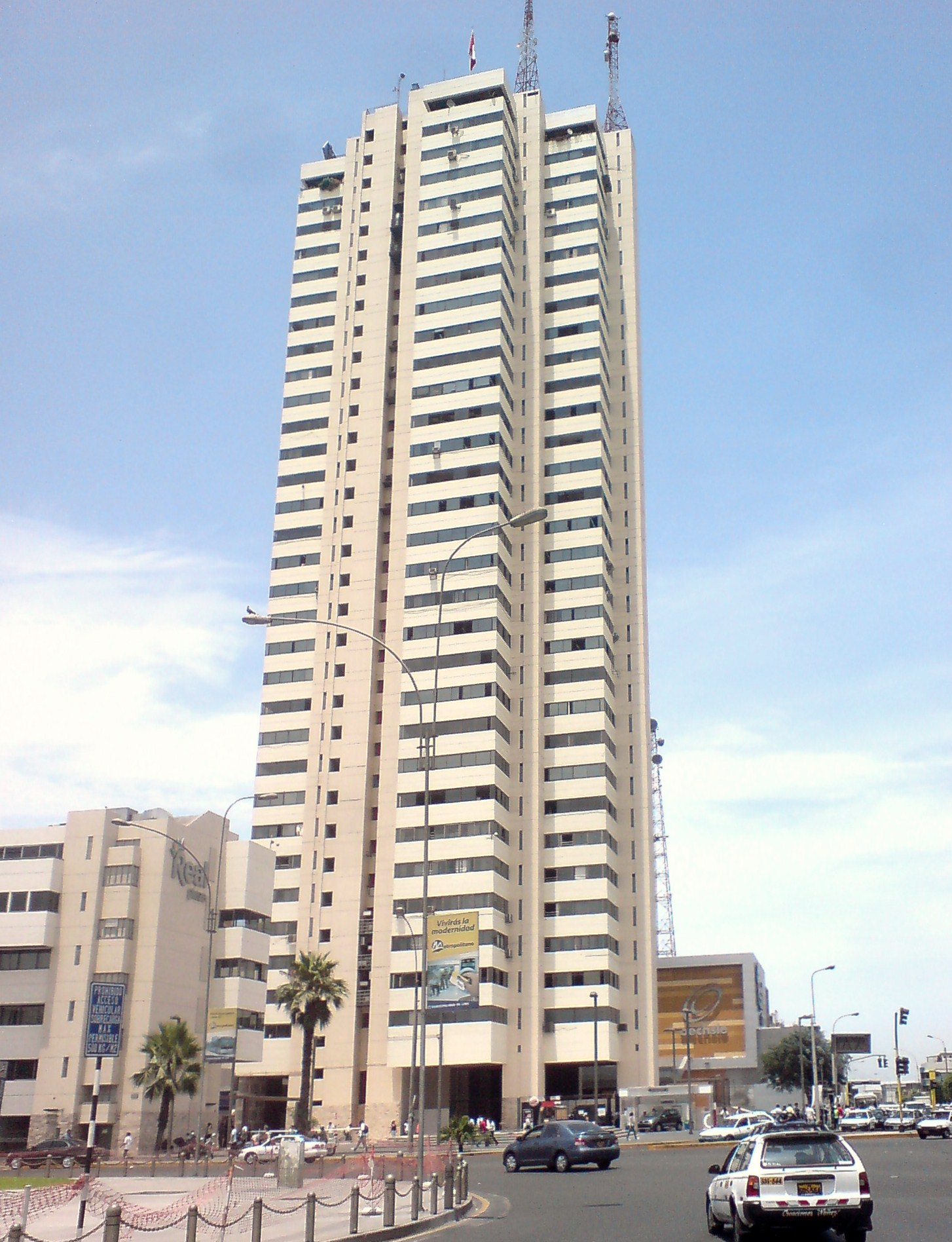
Torre del Centro Cívico
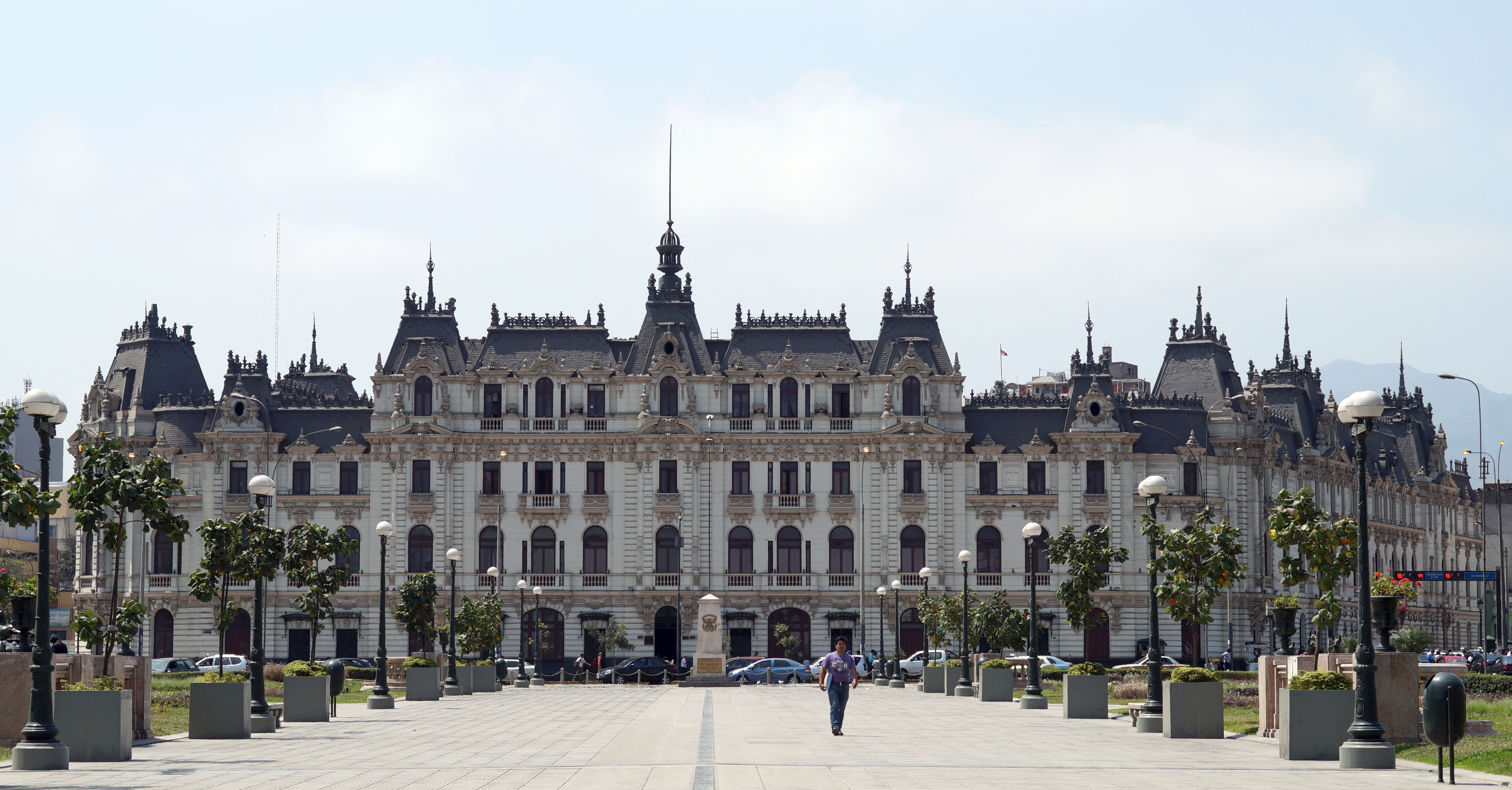
Edificio Rímac
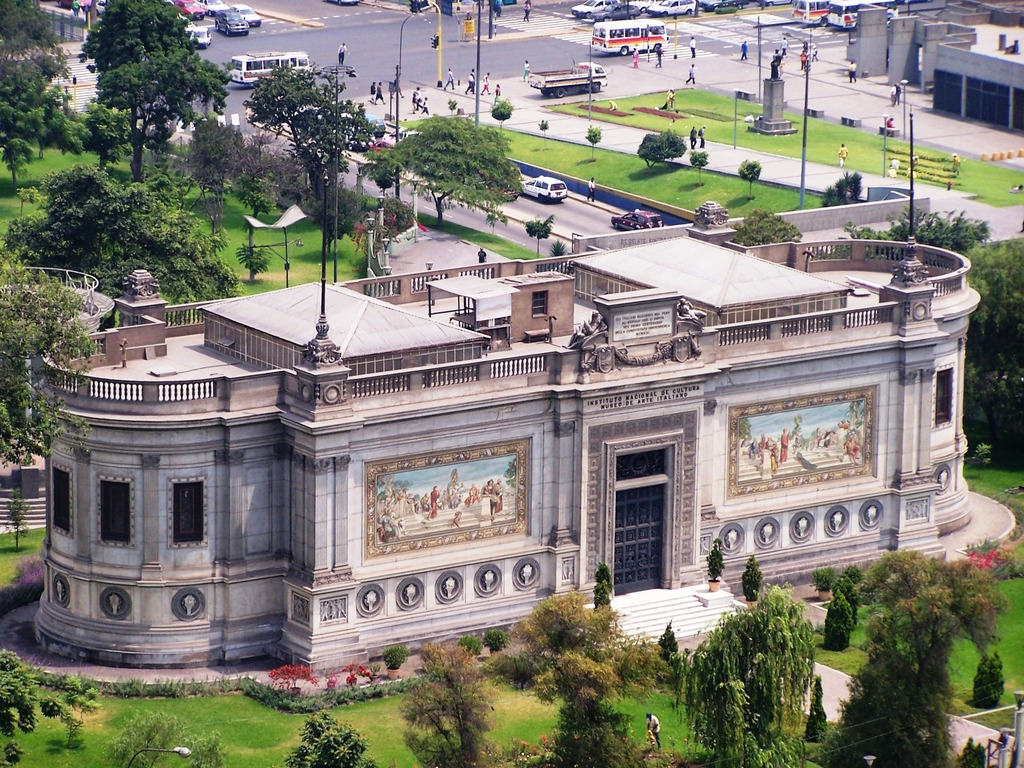
Museo de Arte Italiano
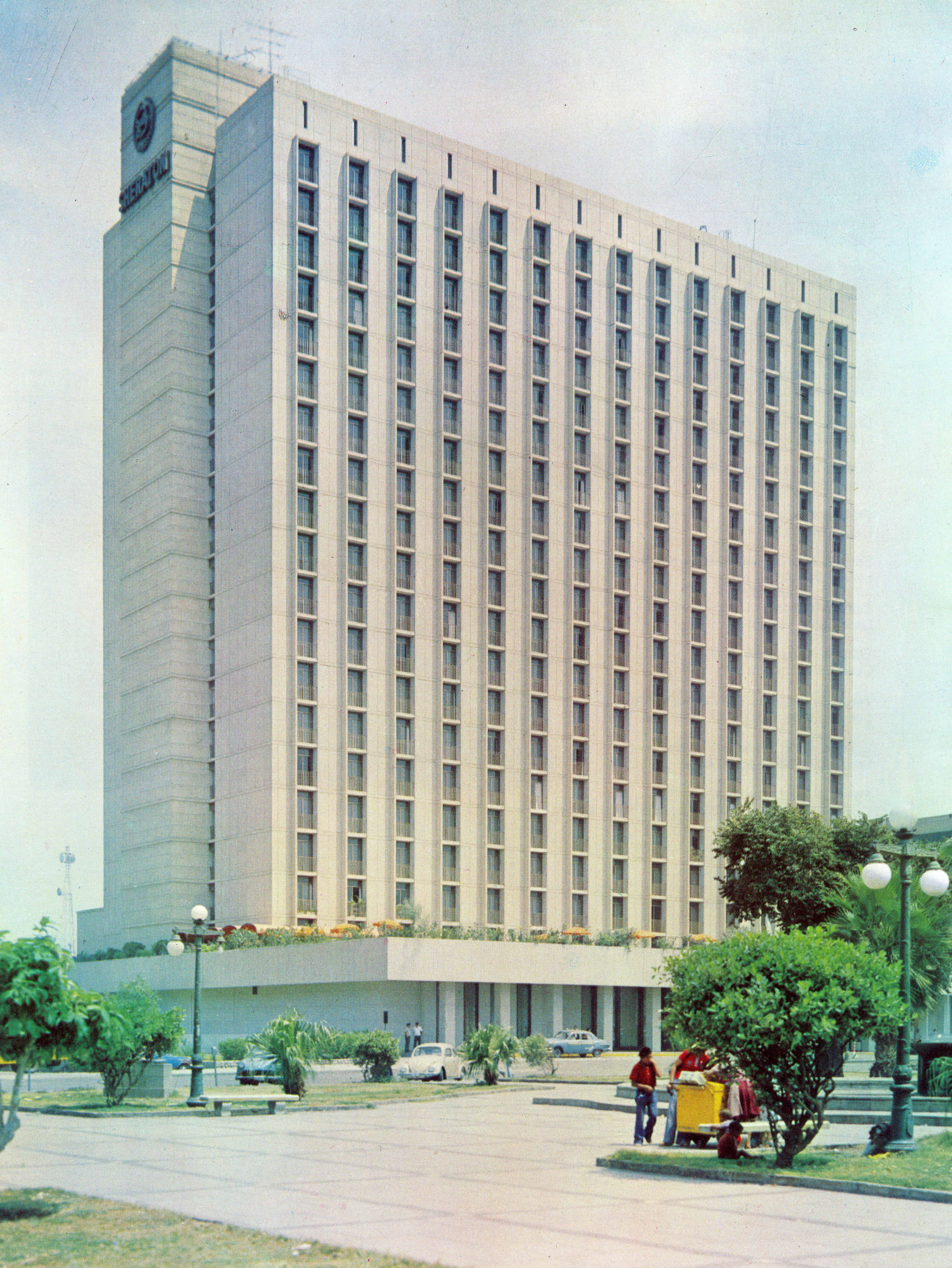
Hotel Sheraton
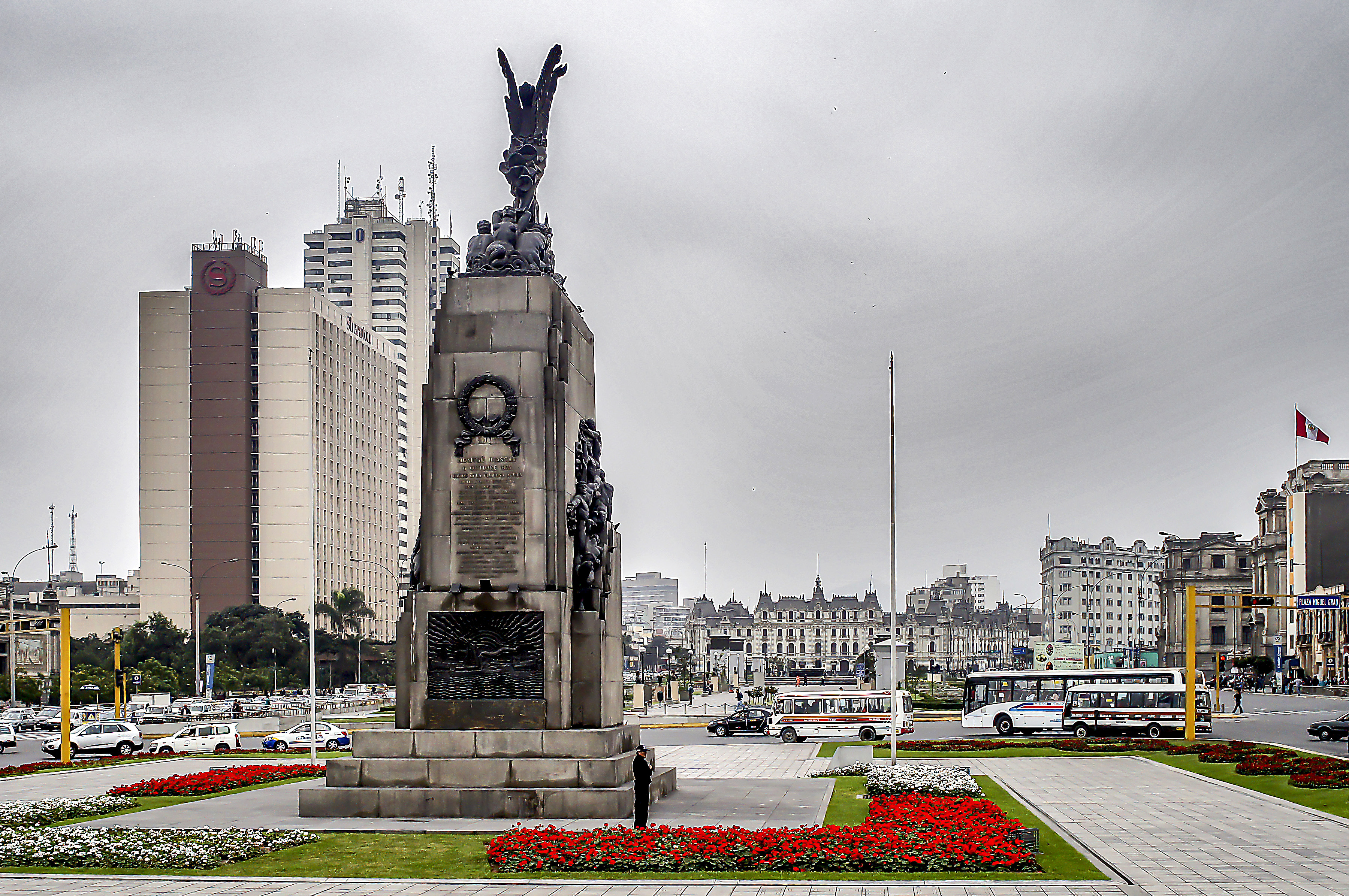
Plaza Grau

## Esculturas
El 24 de abril de 2018, las esculturas del paseo Colón fueron parte de las noventa y una esculturas declaradas Patrimonio Cultural de la Nación por el Ministerio de Cultura: El 4 de febrero de 2022, tras un trabajo de recuperación del paseo, se develaron diez bustos nuevos en una ceremonia presidida por el alcalde de Lima Jorge Muñoz Wells y el comandante general de la Marina de Guerra del Perú, Alberto Alcalá Luna.
| Nombre                           | Autor             | Fecha | Material | Dimensiones                                    | Imagen |
| -------------------------------- | ----------------- | ----- | -------- | ---------------------------------------------- | ------ |
| Busto de Fermín Diez Canseco     |                   | 1979  |          |                                                |        |
| Busto de Carlos de los Heros     |                   | 1979  |          |                                                |        |
| Busto de Pedro Garezón           |                   | 1979  |          |                                                |        |
| Busto de Elías Aguirre           |                   | 1979  |          |                                                |        |
| Busto de Enrique Palacios        |                   | 1979  |          |                                                |        |
| Busto de Diego Ferré             |                   | 1979  |          |                                                |        |
| Busto de Gervasio Santillana     |                   | 1979  |          |                                                |        |
| Busto de José Rodríguez          |                   | 1979  |          |                                                |        |
| Busto de Melitón Carvajal        |                   | 2022  |          |                                                |        |
| Busto de Manuel Villavicencio    |                   | 2022  |          |                                                |        |
| Busto de Aurelio García y García |                   | 2022  |          |                                                |        |
| Busto de Lizardo Montero         |                   | 2022  |          |                                                |        |
| Busto de Emilio San Martín       |                   | 2022  |          |                                                |        |
| Busto de Juan Fanning            |                   | 2022  |          |                                                |        |
| Busto de Luis Germán Astete      |                   | 2022  |          |                                                |        |
| Busto de Decio Oyague            |                   | 2022  |          |                                                |        |
| Busto de Jorge Velarde           |                   | 2022  |          |                                                |        |
| Busto de Nicolás Dueñas          |                   | 2022  |          |                                                |        |
| Las llamas                       | Agustín Rivera    | 1935  | Bronce   | 1.80 m de alto 1.70 m de ancho 3.30 m de fondo |        |
| El trabajo                       | Ismael Pozo Velit | 1937  | Bronce   | 2.20 m de alto 1.75 m de ancho 3.00 m de fondo |        |